# Directmedia Publishing
Directmedia Publishing GmbH – niemieckie wydawnictwo założone w 1995 roku przez Ralfa Szymanskiego i Erwina Jurschitzę, wydawcę nośników cyfrowych.
Główną działalnością przedsiębiorstwa jest wydawanie publikacji na ogólnie dostępnych nośnikach cyfrowych, takich jak cyfrowe biblioteki, kolekcje tekstów naukowych oraz encyklopedie.
Wraz z wydawnictwem Reclam ze Stuttgartu Directmedia Publishing opublikowało klasykę literatury niemieckiej na płycie CD-ROM. Również opublikowało niemieckojęzyczną Wikipedię na płycie CD-ROM w październiku 2004 oraz na płycie CD-ROM i płycie DVD-ROM w kwietniu 2005.
W ciągu dziesięciu pierwszych dni zostało sprzedanych 10 000 kopii drugiej edycji Wikipedii off-line w tym 8000 na Amazon.de.
Siostrzane przedsiębiorstwo Directmedia, Yorck-Project wyspecjalizowało się w publikacjach kolekcji fotografii, reprodukcji malarskich i ilustracji historycznych.
Oprogramowanie użyte do pokazania zawartości wystawy działa pod Microsoft Windows i OS X i z wersją beta dostępną dla Linuksa. W kwietniu 2005 Directmedia rozpoczęła skanowanie 10 000 obrazów public domain udostępnionych przez Wikimedia Commons.